# Parietals

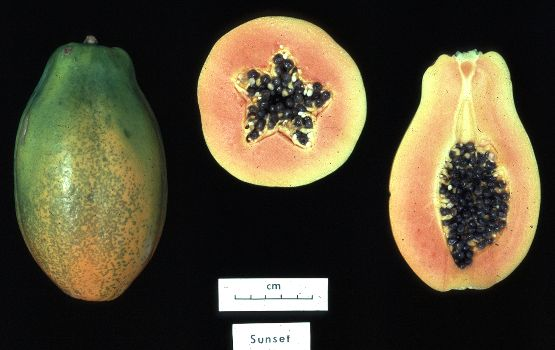
Exemple.

Parietal, Parietales, és el nom botànic que s'ha utilitzat per anomenar algunes agrupacions de plantes amb flors. És una denominació descriptiva abreujada relacionat amb la placentació parietal (placentae parietales) que caracteritza alguns grups de plantes i que abans havia estat considerada una característica molt important.
Aquest nom ha estat usat en diversos sistemes de taxonomia antics com els de George Bentham (1800 – 1884) i Joseph Dalton Hooker (1817–1911), Adolf Engler (1844–1930), 
Hans Melchior (1894 – 1984) o Richard Wettstein (1863 – 1931). Després es va preferir la denominació de Violales, com en el sistema Cronquist. Avui dia en queda una reminiscència a l'actual sistema APG en forma de clade dins les malpighials.